# Sluis Panheel
De sluis Panheel ligt in het kanaal Wessem-Nederweert, CEMT-klasse II, nabij de plaats Panheel en heeft met bijna 8 meter het op twee na grootste verval van alle sluizen in Nederland. Het complex omvat twee sluizen: de oude sluis (gebouwd tussen 1925 en 1928) en de nieuwe sluis ernaast (gebouwd tussen 1986 en 1992).
De oude sluis is 153,00 m lang, 7,50 m breed en heeft een schutlengte van 145,00 m. De drempel diepte van de benedenkant (buiten) is -2,90 meter. De drempel diepte van de bovenkant (binnen) is -3,15 meter.
De nieuwe sluis is 154,00 m lang, 12,60 m breed en heeft een schutlengte van 150,00 m. De drempel diepte van de benedenkant (buiten) is -4,20 meter. De drempel diepte van de bovenkant (binnen) is -3,95 meter.

## De oude sluis (1928)

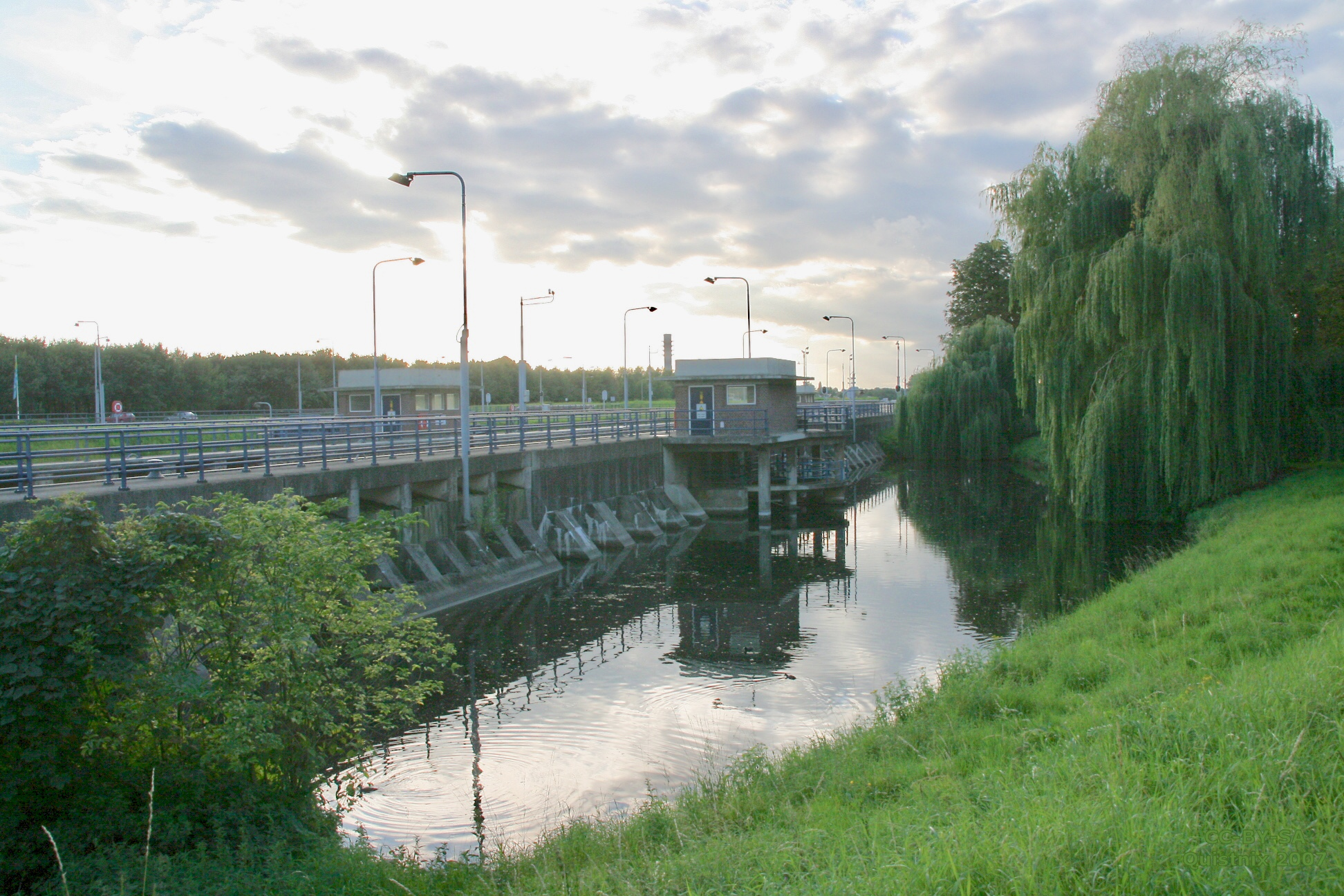
Een van de twee zichtbare spaarbekkens van de oude sluis. Links de sluiswand waarin onzichtbaar een spaarbekken is ingebouwd

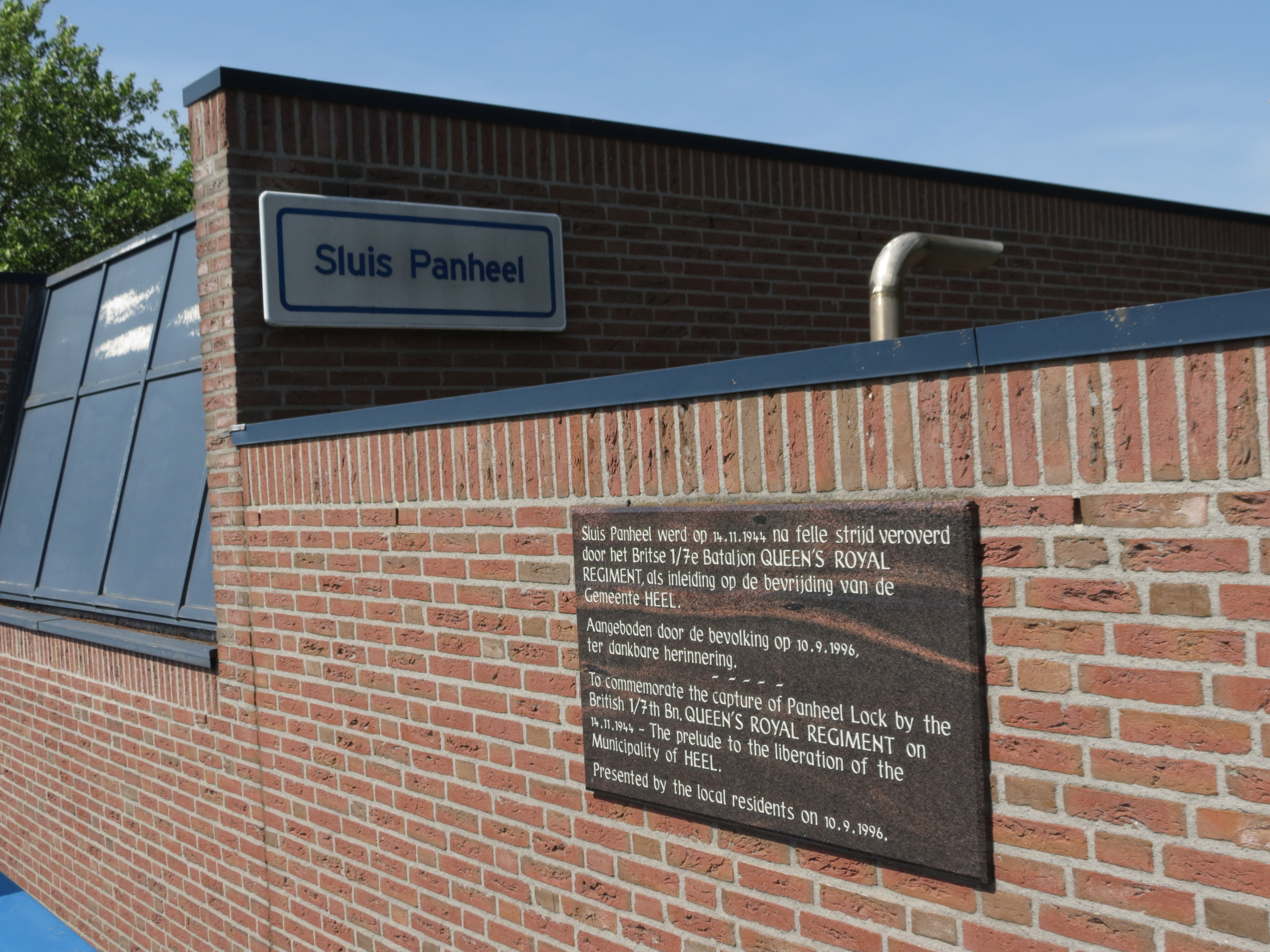
Plaquette bevrijding WOII, Sluis Panheel

De oude sluis is een spaarsluis en is daarmee voor Nederland bijna uniek in zijn soort. Naast de oude sluis liggen twee spaarbekkens en twee andere bassins zijn in de betonnen sluiswand uitgespaard, onzichtbaar vanaf de buitenkant. Deze vier spaarbekkens kunnen in tijden van waterschaarste wel tot 60 procent van het schutwater besparen. De werking ervan berust op het principe van de communicerende vaten. De vier spaarbekkens liggen op drie verschillende hoogtes, waardoor het mogelijk is om het water uit de sluis in etappes in de spaarbekkens op te vangen, om vervolgens het water in de sluis bij het vullen te hergebruiken.
De oude sluis is 11,5 m diep en heeft een gemiddeld verval van 7,7 meter. De sluis kan schepen tot 95 m x 7,25 m x 2,10 m schutten. In 1997 is de oude sluis, inmiddels een industrieel monument, geheel gerestaureerd.
Tijdens de bevrijding van Nederland aan het eind van de Tweede Wereldoorlog is er rond de sluis felle strijd geleverd tussen het Britse 1/7 bataljon Queen's Royal Regiment en de Duitse troepen. Op 14 november 1944 werd met de operatie Mallard als onderdeel van operatie Nutcracker de sluis heroverd op de Duitsers, waarna de gemeente Heel en Panheel bevrijd kon worden. Ter herinnering hieraan bevindt zich op de sluis sinds 1996 een plaquette.

## De nieuwe sluis (1992)
De nieuwe sluis waaraan van 1986 tot 1992 is gebouwd, is aanzienlijk groter dan de oude, waardoor deze geschikt is voor moderne binnenvaartschepen.
Naast het sluiscomplex is een pompgemaal gerealiseerd.
Twee elektrische pompen met een vermogen van 440 kW elk zorgen er eventueel voor dat het bij het schutten verloren gegane water wordt teruggepompt.
De pompen hebben een capaciteit van 3 m3/s.
Elk uur dat één pomp actief is, wordt het kanaalpeil in het pand tussen Panheel en sluis 13 in de Zuid-Willemsvaart, met gemiddeld 1 centimeter hoger.

## Bron
1. ↑  Database ‘Vaarwegen in Nederland’ (ViN) van Rijkswaterstaat Adviesdienst Verkeer en Vervoer (AVV)